# SN 2007lo
SN 2007lo – supernowa typu Ia odkryta 3 października 2007 roku w galaktyce A223556+0036. W momencie odkrycia miała maksymalną jasność 22,10m.